# Alain Barrière
Alain Barrière (nome verdadeiro: Alain Bellec, Trinité-sur-Mer, 18 de novembro de 1935 – Carnac, 18 de dezembro de 2019) foi um cantor francês que esteve ativo desde os anos 50 e ficou conhecido internacionalmente por ter representado a França no Festival Eurovisão da Canção 1963.

## Início da carreira
Depois de ter nascido e  crescido numa pequena vila costeira da Bretanha, em 1955, Barrière entrou na  École nationale supérieure d'arts et métiers em Angers. Enquanto era estudante comprou uma guitarra e começou a escrever canções. Formou-se em engenharia em 1960, partiu para Paris à procura de emprego e começou a cantar de noite em pequenos clubes em redor da cidade. Venceu um festival em 1961, com a canção composta por si "Cathy", uma canção no estilo chanson e conseguiu em breve um contrato com uma editora e começou lançar singles regularmente, permitindo-lhe a criação do seu emprego e pelo menos uma vida modesta da música.

## Festival Eurovisão da Canção
Em 1963, a canção "Elle était si jolie" ("Ela era tão bonita") foi escolhida como a representante da França no Festival Eurovisão da Canção 1963 que teve lugar a 23 de março desse ano  em Londres.  "Elle était si jolie" terminou a competição em 5.º lugar, entre 16 participantes.

## Sucesso
"Elle était si jolie" tornou-se o seu maior sucesso da sua carreira. Ele lançou o seu primeiro álbum Ma vie, em 1964 e o título tornou-se um enorme sucesso. Em 1965 foi-lhe proposto um papel num heist thriller, Pas de panique, juntamente com Pierre Brasseur. Esta foi a sua única aventura no campo da representação, mas o pico da sua carreira no final da década de 1960 com uma série de sucessos que fez uma das estrelas da música francesa daquele tempo. .

## Década de 1970
Barrière ganhou a reputação de ser difícil trabalhar com ele. Nos inícios da década de 1970 deixou a sua editora para criar uma editora/gravadora dele. Ele ganhou a sua base de fãs que lhe asseguraram os seus discos e concertos continuaseem a proporcionar-lhe uma vida boa, apesar de ser desprezado por setores dos media franceses "Tu t'en vas", que gravou em dueto com a cantora Noëlle Cordier, fez subir a número do top francês em 1975 e foi o terceiro single masi vendido em França.
Barrière casou-se em 1975 e ele e a sua esposa abriram um clube noturno num antigo castelo da Bretanha. Se bem que o sucesso continuasse, surgiram problemas com o pagamento de impostos. Em 1977 ele e a sua família partiram para os Estados Unidos da América onde permaneceu durante quatro anos.

## Vida posterior e morte
Depois de voltar a  França, fez várias tentativas para regressar à vida musical. Depois de um outro período no estraangeiro, desta feita no Quebeque, a família voltou à Bretanha quando a carreira de Barrière foi rejuvenescida pelo lançamento em 1997 de um CD com versões remasterizadas dos seus velhos êxitos que provaram ser um boa fonte de receita. Poco tempo depois, Barrière lançou um álbum com novas canções que também venderam bem.
Ele lançou uma autobiografia em 1996 e continua a lançar singles novos e outros de retrospetiva.
Barrière morreu no dia 18 de dezembro de 2019, aos 84 anos.